# Трое и Снежинка
«Трое и Снежинка» — российская кинокомедия с Иваном Ургантом и Эмилией Спивак в главных ролях. Премьера состоялась 8 ноября 2007 года.

## Аннотация
Трое друзей: Гарик, авангардный художник Эндрю и лингвист Стёпик — всегда вместе и всегда готовы помочь друг другу. Приключения начинаются в тот момент, когда они вместе с женихом (Эндрю) сбегают со свадьбы и оказываются в поезде. Там они случайно знакомятся с девушкой Катей. Гарик влюбляется, но шансов у него ноль — Катя замужем и довольна жизнью. Вслед за Катей троица друзей мчится в Амстердам.

## В ролях
| Актёр               | Роль          |
| ------------------- | ------------- |
| Иван Ургант         | Гарик         |
| Даниил Спиваковский | Эндрю         |
| Иван Стебунов       | Стёпик        |
| Эмилия Спивак       | Катя Снежинка |
| Римма Маркова       | бабушка Стёпы |
| Михаил Ефремов      | тракторист    |
| Ирина Купченко      | мать Эндрю    |
| Богдан Ступка       | отец Эндрю    |
| Алексей Горбунов    | муж Кати      |
| Мария Кожевникова   | модель        |
| Сергей Фетисов      | подполковник  |
| Ирина Ефремова      | Галя          |
| Ирина Слуцкая       |               |

## Награды
- Кинонаграды «MTV-Россия», 2008 год.

### Номинации
- Лучшая комедийная роль (Иван Ургант).

## Съёмочная группа
- Режиссёры: Павел Бардин, Мгер Мкртчян
- Сценарий: Мгер Мкртчян
- Продюсер: Армен Медведев, Мгер Мкртчян
- Оператор: Игорь Клебанов
- Композитор: Дмитрий Рыбников